# Pusyamitra Shunga

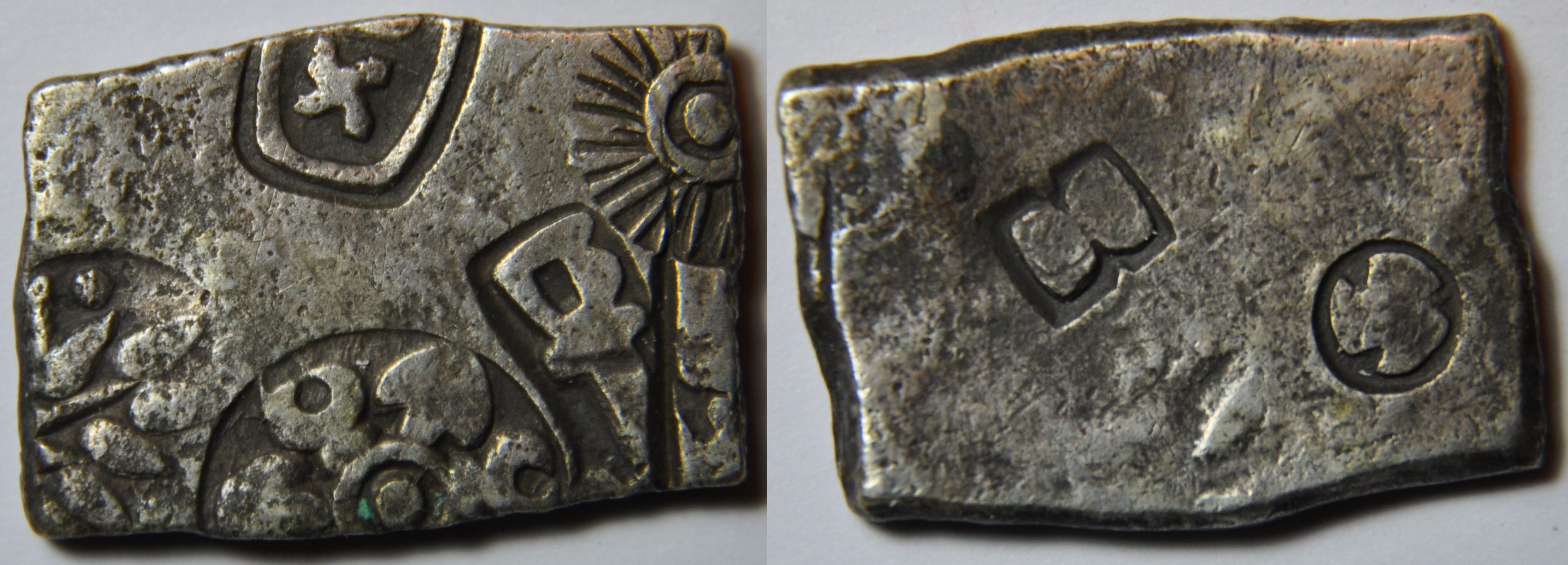
Een zilveren munt van 1 karshapana van koning Pushyamitra Shunga (185-149 v.Chr.)

Pusyamitra Shunga (185 - 149 v. Chr.) was een Indiase koning en stichter van de naar hem vernoemde Shungadynastie.
Pusyamitra Shunga was de generaal van de laatste Maurya-heerser Brihadratha. Bij een demonstratie van soldaten rond 185 v.Chr. doodde Pusyamitra Shunga Brihadratha en maakte zichzelf heerser. Pusyamitra Shunga was een brahmaan en zou volgens verschillende bronnen de bevordering van het boeddhisme, dat grote invloed had gekregen in het Maurya-rijk, hebben onderdrukt. In 180 v.Chr. bijvoorbeeld liet hij de monniken (bhikkhu) van het Kukkutarama-klooster bij Pataliputra doden. Hoewel hij het Vedische paardenoffer (ashvamedha) lijkt te hebben ingevoerd, werden onder de Shungadynastie ook boeddhistische tempels uitgebreid, zodat een strikt anti-boeddhistisch beleid eerder onwaarschijnlijk is.
Kort na zijn troonsbestijging moest hij vechten tegen het zich uitbreidende rijk van de Indo-Grieken, die het gebied in het westen van zijn domein tot aan Mathura wisten te veroveren. Een andere vijand was Kharavela, koning van Kalinga (het tegenwoordige Odisha), die er zelfs in slaagde de Shunga-hoofdstad Pataliputra te veroveren.